# Days (manga)
Pour les articles homonymes, voir Days (homonymie).
Days (デイズ) est un shōnen manga écrit et dessiné par Yasuda Tsuyoshi. Il est prépublié depuis avril 2013 dans le magazine Weekly Shōnen Magazine, et publié en volumes reliés depuis juillet 2013 par Kōdansha. Une adaptation en anime produite par le studio MAPPA est diffusée depuis juillet 2016 sur MBS au Japon, en simulcast sur Anime Digital Network et en DVD chez Kazé dans les pays francophones.
Le manga a remporté le 40e Prix du manga Kōdansha en 2016. Days est le second manga de football écrit par Yasuda, le premier étant "Furimukuna Kimi wa" (振り向くな君は publié entre 2010 et 2011. Cette histoire suivait Kaoru Indou et Shuuji Narukami alors qu'ils commencaient à jouer au football ensemble à Sakuragi High School. Les deux protagonistes et leur équipe font une apparition dans Days à la fois en tant que rivaux et amis des étudiants de Seiseki.

## Synopsis
Days suit les difficultés de Tsukushi Tsukamoto, un adolescent timide, maladroit et maltraité sur le point de commencer l’école secondaire. Il décide d'entrer au lycée Seiseki pour pouvoir rejoindre son voisin et ami d'enfance Sayuri Tachibana, qui est d'un an son aîné. Victime d'intimidation après avoir rendu visite à Sayuri à son travail, Tsukushi est sauvé par Jin Kazama, qui effraie les agresseurs en les attaquant avec un nunchaku et se déclare vagabond et égaré en ville. Jin demande ensuite à Tsukushi s'il aime le football et lui demande de le rejoindre le même soir pour un match de futsal, son équipe étant à court d'un joueur. Tsukushi surprend Jin en se présentant après avoir couru plus de 15 km sous une pluie battante et sans chaussure, après une autre confrontation avec ses brutes. Petit, jeune et maladroit, Tsukushi joue incroyablement mal, mais continue à courir tout au long du match, en dépit du fait qu'il se soit blessé au pied, montrant un tel effort qui motive ses autres coéquipiers. Après un dernier sprint, Tsukushi réussit à marquer le but décisif en se fracassant la tête contre le poteau. Il découvre plus tard que Jin sera également un étudiant de première année à Seiseki et décide de rejoindre le club de football pour jouer avec lui, sans savoir que le club de football de Seiseki est célèbre dans le pays et est suivi par des étudiants de tout le pays. Il parvient à rejoindre l’équipe malgré son physique frêle, sa grande faiblesse et sa maladresse, grâce à ses efforts continus et à sa surprenante persévérance. De plus, il fait preuve d’une incroyable capacité à motiver le reste de l’équipe à travailler aussi dur que possible.

## Personnages
Tsukushi Tsukamoto (柄本 つくし, Tsukamoto Tsukushi)
Voix japonaise : Takuto Yoshinaga
Jin Kazama (風間 陣, Kazama Jin)
Voix japonaise : Yoshitsugu Matsuoka
Hisahito Mizuki (水樹 寿人, Mizuki Hisahito)
Voix japonaise : Daisuke Namikawa
Atsushi Kimishita (君下 敦, Kimishita Atsushi)
Voix japonaise : Daisuke Ono
Kiichi Ōshiba (大柴 喜一, Ōshiba Kiichi)
Voix japonaise : Mamoru Miyano
Yūta Usui (臼井 雄太, Usui Yūta)
Voix japonaise : Takahiro Sakurai
Chikako Ubukata (生方 千加子, Ubukata Chikako)
Voix japonaise : Mariya Ise
Sayuri Tachibana (橘 小百合, Tachibana Sayuri)
Voix japonaise : Ayane Sakura

## Manga
Le manga Days, écrit et dessiné par Yasuda Tsuyoshi, est prépublié depuis le 24 avril 2013 dans le magazine Weekly Shōnen Magazine. Le premier volume relié est publié par Kōdansha le 17 juillet 2013.
Une série dérivée intitulée DAYS Gaiden, dessinée par Saori Otowa, est publiée depuis octobre 2016 sur l'application Magazine Pocket.

## Anime
L'adaptation en anime est annoncée en août 2015. La série est réalisée au sein du studio MAPPA par Kōnosuke Uda, avec des compositions de Yoshihiro Ike. Elle est diffusée à partir du 2 juillet 2016 sur MBS au Japon et en simulcast sur Anime Digital Network dans les pays francophones.
Deux OVA sont commercialisés avec les tomes 21 et 22 du manga en mars et mai 2017 respectivement.